# Hans Fruhstorfer
Hans Fruhstorfer, né le 7 mars 1866 à Heinersdorf à Passau et mort le 9 avril 1922 à Munich, est un entomologiste allemand spécialiste des lépidoptères.

## Biographie
Cet explorateur, collectionneur, et commerçant d'insectes, est un entomologiste amateur spécialisé dans les  lépidoptères.
Sa première expédition, au Brésil, débute en 1888 et dure deux ans. Ensuite, il se rend à Java et y reste trois ans.

## Travaux
Il est surtout connu pour son travail sur les papillons de Java.
Il a décrit de nombreux papillons non européens dans Seitz Macrolepidoptera.

### Quelques publications
- Verzeichnis der von mir in Tonkin, Annam und Siam gesammelten Nymphaliden und Besprechung verwandter Formen, Wien. ent. Ztg 25:307-362, (1906)
- Familie Pieridae in Seitz' Großschmetterlinge der Erde 9:119-190, Alfred Kernen, Stuttgart. (1910)
- Familie Lycaenidae in Seitz' Großschmetterlinge der Erde 9:803-901, (part) Alfred Kernen, Stuttgart. (1915-1924)
- Die Orthopteren der Schweiz und der Nachbarländer auf geographischer wie ökologischer Grundlage mit Berücksichtigung der fossilen Arten, Archiv für Naturgeschichte, 87 (4-6): 1-262. (1921)

## Collections
Ses collections sont au musée d'histoire naturelle de Berlin, au Muséum national d'histoire naturelle à Paris et au musée d'histoire naturelle de Londres.